# 石神 (川口市)
石神（いしがみ）は、埼玉県川口市の大字。郵便番号は333-0823。

## 地理
川口市北部の大宮台地上に位置する起伏がある地域で、植木や苗木などの生産地である。日光御成街道に沿って南北に市街地が形成された。現在は南北に東北自動車道と国道122号が貫いている。東は西立野・赤芝新田、西は木曽呂・神戸・源左衛門新田、南は新井宿・西新井宿・赤山、北は北原台・戸塚南に接する。隣接する赤山の北部にごく小さい飛び地が存在し、石神の内部には神戸の飛び地が存在する。

## 歴史
もとは江戸期より存在した足立郡に属する石神村であった。
- 1871年（明治4年）11月13日 - 第1次府県統合により埼玉県の管轄となる。
- 1879年（明治12年）3月17日 - 郡区町村編制法により成立した北足立郡に属す。郡役所は浦和宿に設置。
- 1889年（明治22年）4月1日 - 町村制施行に伴い、石神村は安行領根岸村・安行領在家村・道合村・神戸村・木曾呂村・赤山村・新井宿村・西新井宿村・内野村・源左衛門新田・赤芝新田と共に合併し、神根村が成立する。石神村は神根村の大字石神になる。
- 1936年（昭和11年）12月31日 - 武州鉄道の終点駅神根駅が現在の東北自動車道と県道103号交差地点付近に開設。
- 1938年（昭和13年） - 武州鉄道が廃線。神根駅廃止。
- 1940年（昭和15年）4月1日 - 神根村、鳩ヶ谷町（1950年に再分離）、芝村、新郷村が川口市に編入合併される。川口市の大字となり今に至る。
- 1987年（昭和62年）9月9日 - 地内に東北自動車道が川口JCTまで延伸され、開通する。
- 1992年（平成4年）11月27日 - 地内に東京外環自動車道が建設され、開業する。

## 世帯数と人口
2024年（令和6年）3月1日現在の世帯数と人口は以下の通りである。
| 大字 | 世帯数    | 人口    |
| ---- | --------- | ------- |
| 石神 | 2,508世帯 | 5,798人 |

## 小・中学校の学区
市立小・中学校に通う場合、学区（校区）は以下の通りとなる。
| 番地 | 小学校               | 中学校             |
| --- | -------------------- | ------------------ |
| 1〜133番地、436〜485番地、514〜552番地、658〜681番地、683〜765番地、 776〜776番地、802〜805番地、810〜812番地、821〜823番地、833〜834番地、 7841〜2076番地 | 川口市立神根東小学校 | 川口市立神根中学校 |
| 623〜657番地、767〜775番地、777〜801番地、806〜809番地、813〜820番地、 824〜832番地、835〜840番地                                                          | 川口市立木曽呂小学校 | 川口市立神根中学校 |
| 134〜435番地、486〜513番地、553〜622番地 | 川口市立木曽呂小学校 | 川口市立北中学校   |
| 682〜682番地 | 川口市立神根小学校   | 川口市立北中学校   |

## 交通

### 鉄道
- 地区内に鉄道は敷設されていない。隣接する西立野に埼玉高速鉄道戸塚安行駅がある。

### 道路
- 東京外環自動車道
  - 川口料金所
- 国道298号
- 埼玉県道・東京都道103号吉場安行東京線
- 埼玉県道105号さいたま鳩ヶ谷線（日光御成街道）
- 国道122号

## 施設
- 川口市立神根中学校
- 川口市立神根東小学校
- 埼玉県立川口青陵高等学校グランド
- 小桜幼稚園
- 石神配水場
- 川口石神郵便局
- 武南警察署 神根交番
- 長久山 真乗院 - 足立坂東三十三観音霊場
- 真言宗 妙延寺
- 石神稲荷社
- 石神さくら公園
- 神根叺原公園

## 関連文献
- 「石神村」『新編武蔵風土記稿』 巻ノ139足立郡ノ5、内務省地理局、1884年6月。NDLJP:763997/94。